# Касаційний цивільний суд
Касаційний цивільний суд — складова частина Верховного Суду, що здійснює касаційне провадження у справах, що виникають з цивільних, земельних, трудових, сімейних, житлових та інших прирівняних до них правовідносин на території України.

## Історія касаційного суду в цивільних справах
У системі судів загальної юрисдикції з 1 листопада 2010 діяв Вищий спеціалізований суд України з розгляду цивільних і кримінальних справ (ВССУ), утворений 1 жовтня 2010 року згідно з Указом Президента України від 12 серпня 2010 року «Про Вищий спеціалізований суд України з розгляду цивільних і кримінальних справ».
Судова реформа 2016 року передбачила ліквідацію Вищого спеціалізованого суду України з розгляду цивільних і кримінальних справ у зв'язку з утворенням нового Верховного Суду. Це сталося 15 грудня 2017 року, після чого запрацював Касаційний цивільний суд.
Функції касаційного провадження у відповідних справах перейшли до складових частин Верховного Суду: Касаційного кримінального суду та Касаційного цивільного суду.

## Керівництво
Голова — Гулько Борис Іванович.